# Lichtschwert

Lichtschwerter in verschiedenen Farben, die auch in den Filmen zu sehen sind.

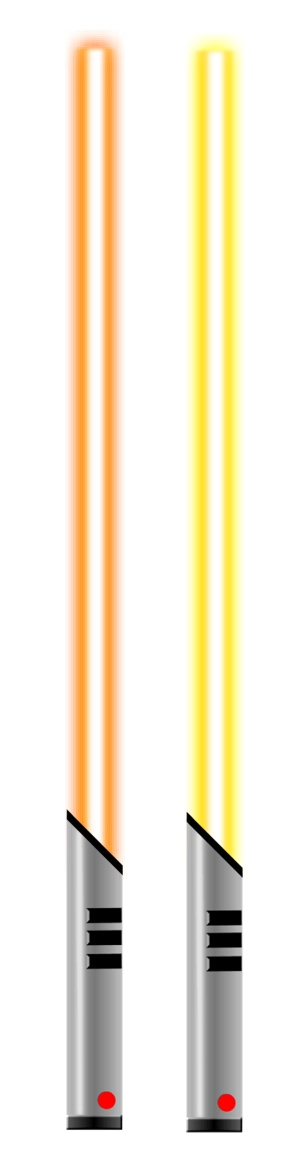
Zwei eher seltene Lichtschwerter. Gelb war in Der Aufstieg Skywalkers und The Acolyte zu sehen, Orange in Ahsoka und dem Videospiel Jedi: Fallen Order

Das Lichtschwert (englisch lightsaber; wörtliche Übersetzung Lichtsäbel, oft auch Laserschwert genannt) ist eine fiktive Fechtwaffe mit einer hochenergetischen Klinge. Das Lichtschwert ist einer der Spezialeffekte, die wesentlich den Charakter der Star-Wars-Filme von George Lucas geprägt haben – neben dem Western-Genre und dessen Feuergefechten konnte durch die Einführung dieser futuristischen Waffe das Mantel-und-Degen-Genre in die Filme einfließen. Besonders effektvoll wird in den Filmen die Kombination beider Themen umgesetzt, wenn Schüsse aus Blaster-Feuerwaffen durch den Einsatz eines Lichtschwerts abgewehrt werden.

## Interne Hintergründe
Das Lichtschwert wird von den Jedi und den Sith, die für die Handlung in Star Wars eine wichtige Rolle spielen, als Hauptwaffe eingesetzt. Aus einem ungefähr 30 Zentimeter langen Griff kann durch Knopfdruck, mitunter durch den Einsatz der Macht, eine etwa einen Meter lange hochenergetische Klinge erzeugt werden. Über die Art der Klinge gibt es im erweiterten Star-Wars-Universum unterschiedliche Aussagen. So wird, besonders in älteren Werken, von „purer Energie“ (Original pure energy) gesprochen, die zurück in den Griff führt, während einige neuere Romane von einer „Plasmaklinge“ berichten.
Die Farbe eines Lichtschwerts wird durch einen im Griff eingearbeiteten „adeganischen Kristall“ bestimmt, der je nach tragendem Charakter auch eine bestimmte Brennkraft ausstrahlt. Die aus bestimmten Höhlen, wie zum Beispiel denen auf dem Planeten Ilum, stammenden Kristalle haben unterschiedliche Farben, welche sich in der Farbe der Klinge widerspiegeln. Die im Lichtschwertgriff befindliche Energiezelle liefert die nötige Energie, und der Kristall bündelt die Energie zu einem Strahl, welcher die Klinge bildet. Es gehört zur Ausbildung eines jeden Jedi, sein eigenes Lichtschwert herzustellen. Die Sith stellen zusätzlich zum Griff auch noch den Kristall synthetisch her, um ein völlig individuelles Lichtschwert zu erhalten.
Da die Jedi traditionell nur das Lichtschwert als Waffe benutzen, in einer Welt, die hauptsächlich von Schusswaffen regiert wird, mussten sie ihre übernatürlichen Fähigkeiten so weit schulen, dass sie die Schüsse dieser Waffen ablenken oder zurückwerfen konnten. Dies führte zu einer Vielzahl unterschiedlicher Kampfstile, welche die Jedi bis zur Perfektion trainierten, vergleichbar mit den Shaolin-Mönchen.

## Externe Hintergründe
Die früheste Erwähnung von Lichtschwertern (light-swords) in einer Science-Fiction-Geschichte scheint in der Erzählung Kaldar, World of Antares von Edmond Hamilton, erschienen 1933 in The Magic Carpet Magazine, vorzukommen. Es heißt da:

“Merrick leapt toward the other, jerking the long light-sword from his sheath more by instinct than by design. Jhalan, his light-gun sheathed, whipped his own sword out in time to meet him. The two blades glowed as one with white light as the deadly force of the hilts was released into them. Then Merrick felt his blade click against his enemy’s as they closed. He knew that the charged blades could not harm each other but that a touch of either meant death to the person touched.
Jhalan handled his deadly weapon like a master, its shining length cleaving the air around the earth-man. But Merrick was for the moment his equal, old fencing lore coming swiftly back to him in this strange duel where a touch was death. Up and down—right and left—back and forth—the two shining light-swords wove like twin shuttles of death as the two rushed, stabbed, parried.”

George Lucas, der durch seine Beschäftigung mit dem japanischen Film auch Gefallen am Chambara-Kino gefunden hatte, imitierte trotz der übergroßen Länge und der kerzengeraden Form der Klingen seiner Lichtschwerter viele Kamae und Kampftechniken aus dem japanischen Schwertkampf.
Während der Dreharbeiten verwendeten die Schauspieler Requisiten-Lichtschwerter, deren Klinge meist aus einem langen, dünnen Aluminiumstab bestand. Die Leuchteffekte der Schwerter wurden nachträglich bei Industrial Light and Magic am Computer eingefügt (Rotoscoping). Bei der Produktion der ersten Filme (1977–1983) probierte man hierzu verschiedene Techniken aus, um das markante Leuchten der Klinge zu erzeugen. So fertigte man z. B. Schwertgriffe mit kleinen Motoren, die eine mit vielen Reflektoren besetzte Klinge rotieren ließen. In den meisten Szenen verwendete man später einfache, bunt bemalte Stangen, die in der Postproduktion mittels Rotoskopie mit einer leuchtenden Klinge überdeckt wurden. Durch die schnell fortschreitende technologische Entwicklung gestaltete sich die Erzeugung der Klingen bei der Produktion der zweiten Trilogie (1999–2005) sehr viel einfacher, da nun auf bestehende Software zurückgegriffen werden konnte. Seit der siebten Filmepisode, Das Erwachen der Macht (2015), bzw. der dritten Trilogie (2015–2019), sowie allen weiteren darauffolgenden Star-Wars-Produktionen, werden während der Dreharbeiten schon vorab leuchtende Lichtschwerter verwendet, die die jeweilige Farbe in die Umgebung der Darsteller reflektieren können.

### Kampfstil
George Lucas begründete den eher gemächlichen Kampfstil bei den Lichtschwertduellen in den Episoden IV bis VI daraus, dass die Schwerter durch die massive Energie, die benötigt wird, sehr schwer sind. In den neuen Filmen (Episode I–III) überdachte Lucas dies noch einmal und gestaltete die Lichtschwertkämpfe schneller und spannender. Dies wurde durch moderne Computertechnik unterstrichen. In der Star-Wars-Galaxie werden die schnelleren Kämpfe dadurch begründet, dass sich in den Episoden I bis III Jedi und Sith auf der Höhe ihrer Macht befanden. Außerdem sind die einzigen Kämpfer mit einem Lichtschwert, die man in den Episoden IV bis VI sieht, aufgrund ihres Alters oder ihrer Verwundungen nicht im Vollbesitz ihrer körperlichen Kräfte (Obi-Wan Kenobi und Darth Vader) oder nur teilweise ausgebildet (Luke Skywalker). In Wahrheit war die Tricktechnik der ersten Filme schlicht noch nicht ausgereift genug, um derart schnelle Kämpfe darzustellen.

### Klingenfarben und Abwandlungen
Die Farbe der Lichtklingen unterscheiden sich je nach Waffe und Träger. Bezeichnenderweise nimmt Lucas in seinen Filmen die bei NATO-Manövern verwendeten Flaggenfarben auf: Die „bösen“ Angreifer verwenden rote Lichtschwerter, die „Guten“ als Verteidiger der Helden blaue und grüne. Ausnahmen bilden das Lichtschwert Mace Windus, welches auf Bitten des Darstellers Samuel L. Jackson eine amethystfarbene Klinge besitzt, Rey Skywalkers und Yord Fandars gelbe Lichtschwerter, sowie die orangefarbenen Schwerter von Baylan Skoll und Shin Hati. Zudem trägt Ahsoka Tano in den Serien Rebels und Ahsoka zwei weiße Lichtschwerter. Erst in den zahlreichen Spin-off-Büchern und -Comics traten auch andere Farben wie silber, weiß, türkis und orange auf. Laut diesen Büchern hängt die Lichtschwertfarbe von dem sich im Griff befindenden Kristall ab.
Generell sagen die Lichtschwertfarben nichts über ihren Träger aus, erst das Computerspiel Knights of the Old Republic bot die Interpretation, dass die Farben etwas über den gewählten Weg des Jedi aussagen (beratende und auf die Macht spezialisierte Jedi tragen darin ein grünes Lichtschwert, während eher kampforientiertere Jedi ein blaues und solche mit einer gemischten Ausbildung gelbe Lichtschwerter tragen). Antagonisten wie die Sith tragen für gewöhnlich rote Lichtschwerter, auch wenn es anscheinend keinen sozialen Zwang seitens irgendeiner Gruppierung dafür gibt. Allerdings lässt auch dieses Spiel unabhängig vom gewählten Weg die Wahl, die Farbe des Lichtschwertes mit gefundenen Kristallen zu ändern. In The Acolyte sieht man erstmals, wie sich der Kristall eines Lichtschwerts durch den Verfall der dunklen Seite einer Person von blau zu rot verwandelt. Die wesentlich profanere Erklärung für verschiedene Farben der Lichtschwerter ist, dass die Lichtschwerter der Jedi (etwa Luke Skywalkers und Obi-Wan Kenobis Lichtschwerter in Episode IV und V) weißlich-blau waren. Diese Farbe war jedoch in Episode VI bei dem ersten Einsatz in Palast von Jabba dem Hutten gegen den blauen Himmel als Hintergrund – aufgrund des schlechten Kontrasts von weißblau auf weißblau – nicht mehr gut zu erkennen. Lucas und die Tricktechniker entschieden sich daher, eine andere Farbe zu wählen, so dass Luke in Episode VI ein grünes Lichtschwert benutzt.
In den neueren Filmen, Serien, Computerspielen und Büchern tauchen auch exotische Doppelklingen-Lichtschwerter auf, die einen längeren Griff besitzen, aus dessen beiden Enden jeweils eine „Licht-Klinge“ projiziert wird. Diese Variante wird sowohl ein- als auch beidhändig verwendet. Der Bösewicht Darth Maul benutzt eine solche Doppelklingen-Waffe ebenfalls in Episode I, erstmals zu sehen war sie allerdings schon 1995 in einem Star-Wars-Comic. In den Episoden VII bis IX und Rebels tauchen Lichtschwerter, die zusätzlich zur regulären Klinge noch eine Parierstange besitzen auf; prominent geführt von Kylo Ren.
Der beidhändige Kampf mit zwei Lichtschwertern wird in den neueren Star-Wars-Filmen, wie zum Beispiel The Clone Wars oder Episode IX, ausgeführt. Der Bösewicht General Grievous kämpft sogar mit vier Lichtschwertern gleichzeitig. In Rebels werden erstmals die rotierenden Doppelklingen-Schwerter der Inquisitoren, den Jedi-jagenden Agenten des Imperiums, eingeführt. Diese Schwerter sind entpersonalisiert und gleichen mehr einem gefertigten Massenprodukt für die zahlreichen Inquisitoren, die für das Imperium arbeiten. Die Schwerter können sich wie ein tödliches Sägeblatt in hoher Geschwindigkeit drehen, und dem Nutzer sogar dabei helfen, wie mit einem Helikopter-Rotor durch die Luft zu fliegen. Der Einsatz eines Doppellichtschwerts ist für seinen Besitzer allerdings um einiges gefährlicher als für den Gegner. Die Schwerter der Inquisitoren tauchen erneut in Obi-Wan Kenobi und Ahsoka auf. In The Acolyte und The Clone Wars werden des Weiteren auch Lichtschwerter, bzw. in Letzterem Lichtschwert-ähnliche Waffen präsentiert, die sich zu einer Peitsche umfunktionieren lassen.
Im Spiel Star Wars: The Force Unleashed tauchte zum ersten Mal eine schwarze Lichtschwertklinge auf, die der Spieler im Laufe des Spiels freischalten kann. Schwarze Lichtschwertklingen wurden schon lange Zeit davor von Fans gewünscht und in diversen Mods verwirklicht. In der The-Clone-Wars-Folge Verschwörung auf Mandalore wird diese wieder aufgegriffen und als Dunkelschwert (im Englischen Darksaber) vorgestellt, welche ein antikes Lichtschwert darstellt. Das Dunkelschwert ist vom Aussehen mandalorianisch, da der Griff bereits in der eckigen Form ist. Die Klinge wird durch eine gewisse Verbindung zwischen dem Schwert und dem Nutzer kontrolliert; die Kraft der Gedanken werden hier in elektrische Ströme umgewandelt und fließen in die Kraft des Schwertes mit ein. Das Dunkelschwert ist natürlich auch im Stande, herkömmliche Lichtschwerter zu parieren. In Rebels und The Mandalorian werden die Hintergründe des Dunkelschwerts als traditionelle Waffe seines Erbauers, einem mandalorianischen Jedi, erläutert. Als dieser starb, wurde es als Unikat im Jedi-Tempel aufbewahrt, doch wurde es von Mandalorianern wieder gestohlen und vom Anführer immer an den nächsten der Blutlinie weitergegeben, und so diente das Dunkelschwert auch als Statussymbol für den Mand’alor, den Anführer von Mandalore und dessen Volk. Kurz vor den Klonkriegen ging das Dunkelschwert an Pre Viszla, der es in der The Clone Wars im Kampf gegen Obi-Wan Kenobi verwendet. Im Duell um die Führung Mandalores wird Viszla von Darth Maul niedergestreckt und die Dunkelklinge ging in den Besitz Mauls über, der es weiterhin im Kampf, mitunter gegen seinen Meister Darth Sidious, verwendet. Er bewahrt es nach dem Ende der Klonkriege in einem Tempel auf, wo es Sabine Wren findet und fortan benutzt. Danach ging das Dunkelschwert in den Besitz von Bo-Katan Kryze, die die mandalorianischen Stämme anführt. Später geriet das Dunkelschwert in die Hände des imperialen Moff Gideon, von welchem das Schwert später, nachdem es zunächst von Din Djarin, und dann schließlich kurze Zeit wieder Bo-Katan gehört, im Kampf gegen diese zerstört wird.

### Geräuscherzeugung
Die Lichtschwerter verursachen im Film brummende Geräusche, auch wenn die Klinge gerade nicht auf einen Gegenstand oder Feind trifft. Beim Auftreffen gibt es ein zischendes, manchmal auch knisterndes Geräusch. Während der Dreharbeiten zum ersten Star-Wars-Film wurde intensiv nach passenden Geräuschquellen gesucht. Fündig wurde man schließlich durch einen Zufall: Das Brummen eines Lichtschwertes besteht zur Hälfte aus dem Geräusch alter Filmprojektoren im Standbybetrieb. Die zweite Komponente entdeckte Sounddesigner Ben Burtt, als er mit aufgesetzten Kopfhörern und einem Mikrofon in der Hand an einem alten Fernsehgerät vorbeilief, wobei das typische Brummen als Interferenz zu hören war. Für die eigentliche Vertonung der Lichtschwerter im Film mischte er die beiden Geräusche zusammen und spielte sie über einen Lautsprecher wieder ab. Er benutzte nun ein weiteres Mikrofon, das er analog zu den Filmaufnahmen vor diesem Lautsprecher hin und her bewegte, und konnte somit sehr unterschiedliche Überlagerungserscheinungen erzeugen und aufzeichnen.

### Herstellung des Requisits
Für den ersten Star-Wars-Film wurde der Griff des Lichtschwerts von John Stears aus einem alten Griff eines Fotoblitzes und anderen Teilen konstruiert.

### Trivia
Zum 30. Star-Wars-Jubiläum im Herbst 2007 flog das originale Lichtschwert, welches Mark Hamill in Die Rückkehr der Jedi-Ritter von 1983 verwendet hatte, mit der Discovery (Mission STS-120) zur ISS und zurück. Das Requisit wurde zunächst per Flugzeug nach Houston zum Johnson-Raumfahrtzentrum der NASA gebracht und dort ausgestellt. Dann wurde es weiter nach Florida zum Kennedy-Raumfahrtzentrum gebracht, wo es für den Start zur ISS vorbereitet wurde.

## Verwendung in Virtual Reality Games

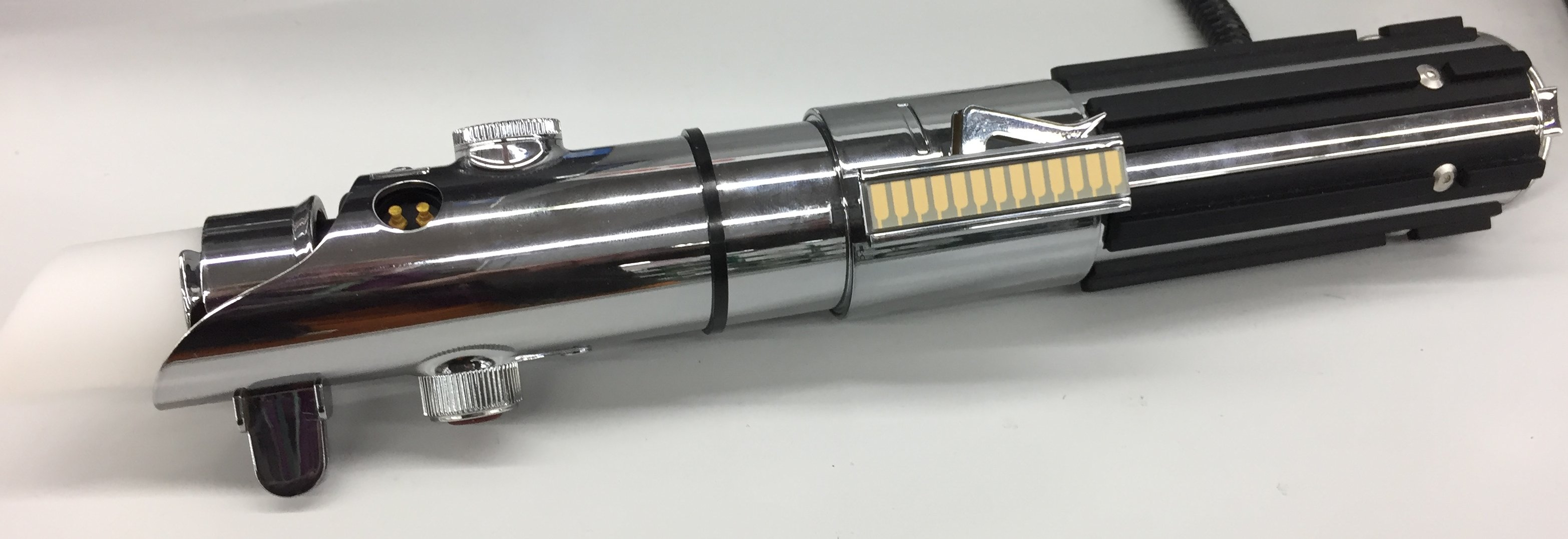
Lichtschwert des Games

In Kooperation mit dem Disney-Konzern hat Lenovo das Virtual-Reality-Spieleset Star Wars: Jedi Challenges im Dezember 2017 auf den Markt gebracht.
Es besteht neben der Software aus einem Virtual-Reality-Headset, dem abgebildeten Lichtschwert und einem Peilsender.
Im Mai 2019 begann ILMxLAB, das VR-Studio von Lucasfilm, mit der Veröffentlichung der Trilogie „Vader Immortal“ für das VR-Headset Oculus Quest. Im Verlauf dieser Serie lernt der Spieler unter anderem den Umgang mit einem Lichtschwert, um Blasterschüsse zu reflektieren und Kampfdroiden abzuwehren. In „Vader’s Dojo“, das in den drei Spielen enthalten ist, kann der Spieler unterschiedliche Kristalle erwerben, um die Farbe der Lichtklinge zu ändern. Im dritten Teil ist auch ein Doppelklingen-Lichtschwert verfügbar.

## Verwendung in anderen Filmen, Serien und Spielen
Im dritten Zyklus der Romanreihe und Fernsehserie Sword Art Online verwendet der Hauptcharakter Kirito im VRMMORPG/Ego-Shooter Gun Gale Online (GGO) ein Lichtschwert, welches in der Serie als Kagemitsu g4 bezeichnet wird. Für den Sound wurden die Originalgeräusche aus Star Wars verwendet.
Es kommt auch in den US-Fernsehserien Family Guy, The Big Bang Theory (Staffel 5, Episode 15), und Die Simpsons vor.
Das Lichtschwert ist Teil der Populärkultur geworden und wird auch von Hobby-Filmern als Spezialeffekt eingesetzt.